# Roni Size
Roni Size, de son vrai nom Ryan Owen Granville Williams, né le 29 octobre 1969 à Bristol (Angleterre), est un producteur de musique britannique et DJ.

## Biographie
De parents jamaïcains, Roni Size a grandi dans le ghetto St-Andrews de Bristol (qui vit naître Tricky, Massive Attack et Smith & Mighty) et y découvre le hip-hop grâce aux sounds systems, house parties et les clubs underground. Il a commencé à mixer de la house et du reggae à la fin des années 80. Il rencontre aussi ses futurs partenaires du collectif Reprazent: Krust, Suv et DJ Die au festival de Glastonbury en 1990. C'est à ce moment qu'ils décident de créer le label "Full Cycle" qui donne la parole à la scène drum and bass naissante. La marque de fabrique du label se définit par une musique qui mix allègrement du jazz et de la soul avec des beats très rapides. Des touches de ragga et motown sont également présents, on les doit aux racines jamaïcaines de Roni Size.
En 1997, Reprazent, alors constitué de Roni Size, Onallee, MC Dynamite, Suv, DJ Die, et Krust signe chez Talkin' Loud. Leur premier album sous ce label, New Forms, rencontre un succès, tant critique que commercial, remportant le Mercury Music Prize alors que Radiohead, The Prodigy ou encore The Chemical Brothers sont également nommés. Fort de ce succès, les tournées s'enchaînent pour le groupe, mais il faudra cependant attendre 2000 pour que Roni Size marque son retour sur la scène hip-hop avec la sortie de In The Mode.

## Discographie partielle
- Music Box (1995)
- New Forms (1997) (avec Reprazent)
- Ultra-Obscene (1999) avec DJ Die sous le pseudonyme Breakbeat Era
- Through the Eyes (2000)
- In the Møde (2000) : (avec Reprazent et la participation de Rahzel, Zack de la Rocha et Method Man)
- Touching Down (2002)
- Touching Down, Vol. 2 (2005)
- Return to V (2005)
- New Forms² (avec Reprazent) (2008)
- Take Kontrol (2014)